# Платонова, Наталья Николаевна
Наталья Николаевна Платонова (род. 1946) — советская и российская актриса. Заслуженная артистка России (2008).

## Биография
В 1970 году окончила студию при Центральном Детском Театре и была принята в его труппу (ныне — РАМТ), где и работает по сей день.
Принимает участие в цикле «Сказки и истории» телеканала «Радость моя».
В 2008 году Наталье Платоновой присвоено звание заслуженного артиста Российской Федерации.

## Роли в театре
- 1989 — «Приключения Тома Сойера» Твена. Режиссёр: Д. Крэнни — Миссис Томкинс, Мамаша Хопкинс
- 2001 — «Принц и нищий» М.Твена. Режиссёр: Алексей Бородин — Дженни
- 2004 — «Роман с кокаином» М. Агеева. Режиссёр: Олег Рыбкин — Мать
- 2007 — «Берег утопии». 1 часть. Путешествие. Режиссёр: Алексей Бородин — Г-жа Беер
- «Берег утопии». 2 часть. Кораблекрушение. Режиссёр: Алексей Бородин — Мадам Гааг, мать Герцена
- «Берег утопии». 3 часть. Выброшенные на берег. Режиссёр: Алексей Бородин — Миссис Блэйни, няня у Герценых

## Роли в кино
- 2003 — «Моя Пречистенка»
- 2004—2013 — «Кулагин и партнёры»
- 2005—2006 — «Студенты 1,2»
- 2006—2010 — «Понять. Простить»
- 2006—2007 — «Любовь как любовь»
- 2007 — «Час Волкова»
- 2007 — «Путейцы»
- 2007 — «Защита против»
- 2008 — «Моя старшая сестра»
- 2009 — «Райские яблочки. Жизнь продолжается»
- 2009 — «Брак по завещанию»
- 2009 — «Террор любовью»
- 2020 — «Москвы не бывает»